# Gaius Terentius Tullius Geminus
Gaius Terentius Tullius Geminus war ein römischer Politiker und Senator des 1. Jahrhunderts n. Chr.
Von 1. Oktober bis zum Jahresende 46 war er gemeinsam mit Marcus Iunius Silanus Konsul. Zwischen 47 und 53 diente er unter Kaiser Claudius als Legat der Provinz Moesia. In dieser Funktion empfing er in Tomis die Gesandten der Histrier freundlich und bestätigte die Rechte der Stadt.
Sein Schreiben an die Histrier, erhalten im Horothesia-Dossier, lautet auszugsweise:
„Tullius Geminus, Legatus und Proprätor des Tiberius Claudius Caesar Augustus Germanicus, grüßt die Archonten, den Rat und das Volk der Histrier. Eure Gesandten ... trafen mich in Tomis und überbrachten euren Beschluss. Sie zeigten ihre Loyalität gegenüber unserem Kaiser und freuten sich über meine gesunde Ankunft. Nach einem ernsten Gespräch über eure Anliegen erkannte ich die Haltung eurer Stadt. Ich werde stets versuchen, euch zu fördern. Bezüglich Peuke und der Flussmündungen habe ich entschieden, dass euch die traditionellen Grenzen erhalten bleiben.“
Im Jahr 62 klagte Tullius Geminus auf Beschluss des Senats Aulus Didius Gallus Fabricius Veiento an, da dieser in seinen „Codicilli“ genannten Schriften Senatoren und Priester beleidigt hatte.
Tullius Geminus, der möglicherweise als Dichter tätig war, wird mit neun Epigrammen in der Anthologia Graeca, speziell der Anthologia Palatina, in Verbindung gebracht.